# ТАСКО 7ЕТ3
ТАСКО 7ЕТ3 – крупнокалиберная снайперская винтовка, разработанная украинским предприятием «Таско», для поражения легкобронированных транспортных средств, малоразмерных огневых комплексов, средств связи, ПВО, вертолетов и самолетов на стоянках, беспилотных летательных аппаратов, а также контрснайперской борьбы на дистанции до 2000 м.

## История создания
Эта винтовка была разработана на государственном предприятии «Таско», которое специализируется на разработке, изготовлении и утилизации боеприпасов. Основной продукцией этой корпорации является огнестрельное оружие, боеприпасы, взрывчатка, электронные и оптические системы ведения огня. Перед украинской оборонной промышленностью встала задача создать собственную крупнокалиберную винтовку. В 1990-х на предприятии «Таско» начали разрабатывать 12,7-миллиметровую самозарядную винтовку 7ЕТ3. Первый образец был выпущен в 2000 году, после чего проводились испытания. Только в 2002 году получилось добиться полностью успешных испытаний доработанного образца. Снайперская винтовка ТАСКО 7ЕТ3 разрабатывалась в качестве оружия, которое будут использовать украинские части спецназначения, но оно также может быть предназначено для аэромобильных подразделений, диверсионных групп и контртеррористических групп.

## Описание
Обстрел цели винтовкой ТАСКО может вестись на расстоянии до 2 километров. Винтовка использует патроны 12,7х108, а также специальные снайперские боеприпасы. Стоит отметить, что конструкторы также создали вариант этой винтовки под патрон стандарта НАТО 12,7х99 (.50 BMG). Боеприпасы подаются из магазинов на 5 или на 10 патронов.
Само оружие полуавтоматическое. Основной принцип работы автоматики – использование отдачи полусвободного затвора. Спуск достигается в результате усилия пружины, которая двигает инерционное тело через рычаг, в течение начальной стадии отката. Стрельба производится с сошек. В сложенном состоянии сошки скрыты под стволом винтовки. В ТАСКО 7ЕТ3 есть возможность регулировать щеку приклада для удобства стрелка. Для того чтобы уменьшить силу отдачи разработчики оснастили ствол дульным тормозом. Рукоятка переноски винтовки находится точно по центру на приемнике, что позволяет переносить винтовку одному человеку. Для более высокой эффективности использования снайперской винтовки конструкторы предусмотрели возможность устанавливать любые оптические и ночные прицелы, по желанию заказчика.

## Характеристики
| Боевые характеристики         | Снайперская винтовка ТАСКО 7ЕТ3 |
| ----------------------------- | ------------------------------- |
| Патроны                       | 12,7 х 108, 12,7 х 99           |
| Начальная скорость пули, м/с  | 890 / 860                       |
| Дульная энергия пули, КДЖ     | 20,1 / 16,27-16,93              |
| Длина винтовки, мм            | 1540                            |
| Длина ствола, мм              | 900                             |
| Масса без патрон, кг          | 16                              |
| Прицельная дальность, м       | 2000                            |
| Прицельная дальность ночью, м | 600                             |
| Скорострельность, выс./мин    | 10-15                           |